# Țârdenii Mici
Țârdenii Mici – wieś w Rumunii, w okręgu Neamț, w gminie Cândești. W 2011 roku liczyła 125 mieszkańców.